# Geversdorf
Geversdorf è una frazione del comune tedesco di Cadenberge.

## Storia
Il comune di Geversdorf venne soppresso e aggregato al comune di Cadenberge il 1º novembre 2016.